# František Lýsek
František Lýsek (2. května 1904, Ostrava-Proskovice – 16. ledna 1977, Brno) byl tvůrce českého dětského sborového zpěvu jako umění, sbormistr, hudební pedagog, doktor věd o umění, sběratel a folklorista.

## Biografie

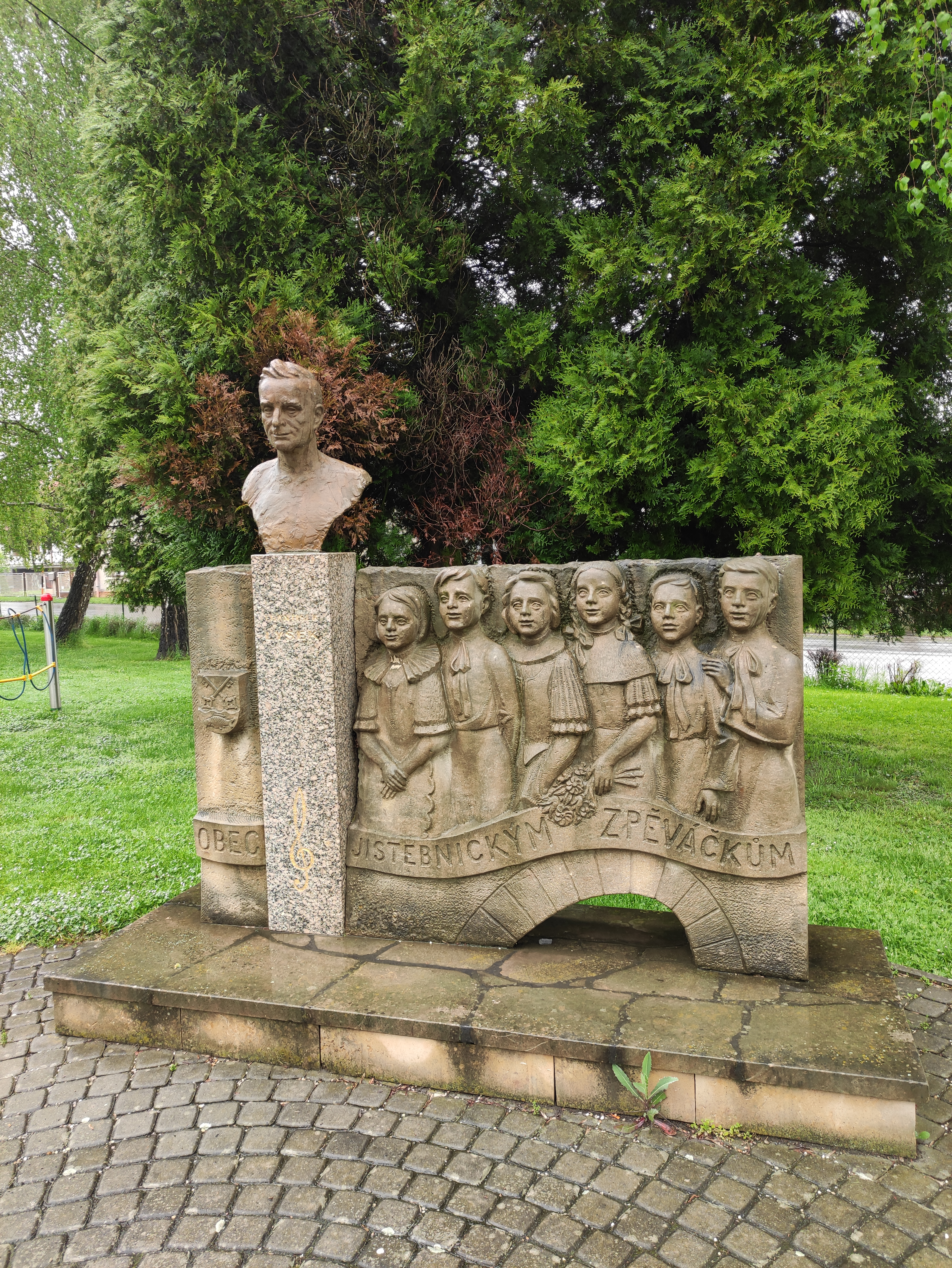
Pomník Františku Lýskovi a jistebnickým zpěváčkům, Jistebník

František Lýsek se narodil v obci Proskovice (dnes součást Ostravy) jako desátý v rodině. Vystudoval s vyznamenáním učitelský ústav a začal působit na škole ve Staré Bělé. Jako učitel menšinové školy v Jistebníku nad Odrou, kam děti přicházely ze 12 okolních obcí založil na škole v roce 1929 dětský pěvecký sbor Jistebničtí zpěváčci. V roce 1931 začal sbor vystupovat v ostravském rozhlase, ustanoven byl ministerstvem školství jako první školský zájmový sbor (následován více než 300 dalšími školními sbory). Zpěváčci podnítili vznik původních skladeb pro dětské sbory, zpívali na Hradě před prezidentem T. G. Masarykem (1933), na mezinárodním hudebním kongresu ve Vídni (1936), natočili dvě gramofonové desky, dokumentární film Melodie Beskyd (1935), František Lýsek pro sbor zharmonizoval lidové písně („Pomněnky“, 1937). Zpěváčci stáli u zrodu moderní estetické kategorie 20. století – dětské sborově pěvecké umění.
Nabídku nastoupit v pražském rozhlase roku 1931 František Lýsek nepřijal a jeho životní dráha vedla po okupaci Sudet na pokusnou školu v Otrokovicích – Baťově, kde v tradici Jistebnických zpěváčků pokračoval sbormistrův Dětský sbor z Baťova (1938–1945). Ten natočil gramofonovou desku, zpíval podle Lýskovy metody tzv. nápěvkové intonace, sbormistr mu upravil lidové písně („Pampelišky“, 1941, dodnes jsou sbory nejčastěji zpívané Konopa a Měla jsem holoubka).
Po druhé světové válce nepřijal František Lýsek nabídku Výzkumného ústavu Akademie J. A. Komenského v Praze a zůstal na Moravě. 1. prosince 1945 odešel do Brna, kde ukončil studium Filozofické fakulty Masarykovy univerzity doktorátem filozofie (1949). Zpočátku působil na Kotlářské ulici ve škole, kde založil a vedl Brněnský dětský sbor (1945–1977), pro BDS zharmonizoval sbírku lidových písní „Sedmikrásky“, 1952.
František Lýsek učil na brněnské konzervatoři, Janáčkově akademii múzických umění, mezi učiteli uplatňoval na řadě kurzů svou metodu tzv. „nápěvkové intonace“, v brněnském rozhlase organizoval cykly pořadů Zpívejte s námi!, Písničky našich maminek aj. V letech 1930–1950 zapsal na 1400 lašských písní (část jich pod názvem Písně z Lašska vydala AV ČR v Brně v roce 2004).
S Brněnským dětským sborem koncertoval sbormistr v rozhlase a televizi (Pražské jaro 1956, italské turné s orchestrem FOK, s Moravanem, s Českou filharmonií 1958, 1965), natočil film „Děti a noty“ (Stříbrný lev v Benátkách, 1964). V roce 1969 koncertoval sbor v kanadském Vancouveru – ovládal 31 vícehlasých skladeb a 16 úprav lidových písní (anglicky, italsky, francouzsky, latinsky, německy, polsky, rusky, španělsky aj.)
František Lýsek působil na katedře hudební výchovy (1952–1970) jako její profesor a vedoucí a napsal řadu učebnic a významných monografií, např.: Cantus choralis infantium (1969), Problémy pěvecké mutace (1974), Vox liberorum (1976), kde výzkumem prokázal, že zpěv předchází řeč. 12. ledna 1977 se v sále Majakovského v Praze konal unikátní koncert BDS bez sbormistra. Úspěch sboru ozářil poslední dny sbormistrova života. 16. ledna František Lýsek v Brně zemřel. Náhrobek čestného hrobu na ústředním hřbitově v Brně vytvořil syn sbormistra prof. Ing. arch. Lumír Lýsek, CSc., archiv F. Lýska a jeho sborů spravuje jeho dcera, členka s.r. Lýskova nadačního fondu doc. PhDr. Květuše Lepilová, CSc.

## Lýskův odkaz
- Lýskovy dětské pěvecké sbory Jistebničtí zpěváčci (1929–1938), Dětský sbor z Baťova (1938–1945) stály u zrodu estetické kategorie 20. stol. dětské sborově pěvecké umění. Brněnský dětský sbor (1945–1977) dovedl Lýsek k mezinárodnímu věhlasu. Lýskovy sbory podnítily skladatelskou tvorbu pro dětské sbory. Během více než padesátileté činnosti sbormistra v nich zpívalo přes 10 tisíc dětí.
- Muzikolog a skladatel prof. PhDr. Miloš Štědroň, CSc. připomíná, že v umění sborové psychologie byla Lýskova fáze rozhodně víc než podnětná, gestičnost jeho projevu byla typická, schopnost zahrát partituru gestem vyjádřit rétoricky a intonačně její základní změny charakteristickými signály – to byla vlastnost, kterou zdědila většina Lýskových žáků. Muzikolog prof. PhDr. Rudolf Pečman, DrSc. za největší přínos Lýskovy vědecké činnosti považuje jeho důsledně psychologickou orientaci v otázkách výzkumu.
- Projekt ministerstva kultury ČR „Česká hudba 2004“. Mezinárodní festival dětských a pěveckých sborů v Brně a ČR (15. – 19. 6. 2004): „Tvořivost dětských pěveckých sborů – živá a perspektivní součást kulturního dědictví v evropském dialogu“. Součástí bylo sympozium Horizonty dětské sborově pěvecké interpretace (Tvůrčí sbormistrovská dílna v evropském dialogu) a Slet zpěváčků Lýskových dětských sborů.
- Nadace Františka Lýska 1994 (od roku 1997 Lýskův nadační fond) založena v Brně ve škole na Kotlářské ul. k nedožitým devadesátinám sbormistra bývalými zpěváčky dětských sborů F. Lýska k rozvoji dětské zpěvnosti a hudebnosti. Cílem LNF je získávat prostředky pro rozvoj dětské zpěvnosti a hudebnosti v hudební výchově na základních školách a podporovat další hudebně pedagogickou činnost rozvíjením dětské zpěvnosti a sborově pěvecké aktivity dětí a mládeže školního věku. V čele LNF je tříčlenná správní rada a 20 čestných členů (pedagogů, skladatelů, hudebních kritiků a vědců, interpretů a organizátorů hudebního života z Brna, Liberce, Olomouce, Ostravy, Prahy). Archiv při LNF spravuje členka s.r. Květuše Lepilová.

## Ocenění a tituly
- Zlatá medaile Univerzity J. E. Purkyně 1968
- Člen Svazu českých skladatelů a umělců 1970
- První sbormistr národní umělcem 1975
- Zlatá deska Supraphonu 1977 udělena v Praze po smrti sbormistra gramodesce „BDS“ 1975
- In memoriam udělena F. Lýskovi pamětní medaile rektora Masarykovy univerzity v Brně 1994
- Po Františku Lýskovi jsou pojmenovány ulice:
  - v městské části Praha 13 – Lýskova [2],
  - v Brně (čtvrť Bystrc) – Lýskova,
  - v Ostravě (čtvrť Bělský Les) – Františka Lýska.
- Cena Františka Lýska – založena 1988. Každoročně Cenu uděluje Nadace Český hudební fond a Unie českých pěveckých sborů (od r. 1997 i Lýskův nadační fond).
- Festival Moravskoslezského kraje „Poodří Františka Lýska“ (poprvé r. 2004, r. 2011 se konal sedmý ročník festivalu).